# Sveriges minister för civilt försvar
Minister för civilt försvar eller civilförsvarsminister är det statsråd i regeringen som ansvarar för civilt försvar i Sverige (som bland annat omfattar civilförsvar i Sverige). Ämbetet har inte alltid existerat som en skild ministerpost, utan sorterat under ministerportföljer på andra departement, däribland Justitiedepartementet och Försvarsdepartementet. Ärendena sorterade först under Socialdepartementet och flyttades till det nyinrättade Inrikesdepartementet 1947. Under Regeringen Kristersson sorterar frågorna under Försvarsdepartementet.

## Ministrar för civilt försvar
| Nr  |  | Biståndsminister              | Titel                                        | Tillträdde        | Avgick            | Varaktighet        | Parti | Parti              | Regering                    |
| --- |  | ----------------------------- | -------------------------------------------- | ----------------- | ----------------- | ------------------ | ----- | ------------------ | --------------------------- |
| 1   |  | Axel Rubbestad (1888–1961)    | Civilförsvarsminister                        | 30 augusti 1943   | 30 september 1944 | 1 år och 31 dagar  |       | Bondeförbundet     | Hansson III S – H – BF – FP |
| 2   |  | Tage Erlander (1901–1985)     | Civilförsvars- och biträdande socialminister | 30 september 1944 | 31 juli 1945      | 0 år och 304 dagar |       | Socialdemokraterna | Hansson III S – H – BF – FP |
| 3   |  | Eije Mossberg (1908–1997)     | Civilförsvars- och biträdande socialminister | 31 juli 1945      | 1 juli 1947       | 1 år och 335 dagar |       | Socialdemokraterna | Hansson IV S Erlander I S   |
| (3) |  | Eije Mossberg (1908–1997)     | Inrikesminister                              | 1 juli 1947       | 1 oktober 1951    | 4 år och 92 dagar  |       | Socialdemokraterna | Erlander I S                |
| 4   |  | Carl-Oskar Bohlin (född 1986) | Minister för civilt försvar                  | 18 oktober 2022   | nuvarande         | 2 år och 269 dagar |       | Moderaterna        | Kristersson M – KD – L      |